# Copenhagen Samba - Karneval i København
Copenhagen Samba - Karneval i København er en dansk dokumentarfilm fra 1983 instrueret af Peter Ringgaard og efter manuskript af Leonard Malone.

## Handling
Denne artikel mangler et handlingsreferat. Hjælp os med at skrive det.